# Bolívar da Fontoura
Bolívar Carneiro da Fontoura (1904 — 18 de junho de 2001) foi um escritor, radialista e taquígrafo brasileiro, um dos fundadores da Rádio Gaúcha e pioneiro da taquigrafia no Rio Grande do Sul. Ficou conhecido no rádio como Duque de Antena, tendo sido o foi o primeiro locutor a falar no microfone da Rádio Gaúcha em 1927.

## Carreira
Organizou e foi o primeiro diretor do Serviço de Taquigrafia na Assembleia Legislativa do Rio Grande do Sul, em 1947. Foi diretor e professor da Escola de Taquigrafia Remington, além de fundador da Associação Sul-Rio-Grandense de Taquígrafos. Adaptou o método francês Duployé para a língua portuguesa e em 1961 editou junto com seu filho, Hélio Fontoura, o livro "O taquígrafo", de ensino de taquigrafia. Trabalhou na Assembléia Legislativa de 1934 até 1964, quando ocorreu o Golpe Militar de 1964. 
Dedicou-se ao rádio desde a década de 1930, trabalhando em programas humorísticos. Na Rádio Gaúcha apresentou o programa de auditório "Mata Esta", de perguntas e respostas, e a atração musical "Recordar é viver".
No teatro, um dos seus principais trabalhos foi a adaptação do romance "Olhai os lírios dos campos" de Érico Verissimo.  Escreveu também para o teatro O novo Otelo,  E a vida continua (1942), O alienista, Não!, Mulher, Olha a faixa! e Machado de Assis.
Foi um dos fundadores da Sociedade Filatélica Riograndense, em 1931.
Em 1941 publica o livro Sinfonia do Destino pela Livraria do Globo, assinando como Duque de Antena, lançado por intermédio da PRC-2, Rádio Sociedade Gaúcha, de Porto Alegre. 
Escreve no Avant propos: "Sinfonia do Destino é um romance moderno, por consequência, ativo, escrito quasi todo através da taquigrafia, não raro nas minhas diárias viagens de ônibus para a Tristeza, sob a trepidação do motor e o sacolejar de bancos pouco cômodos."

## Vida pessoal
Casou com Adelina, com quem teve 4 filhos (Alice, Hélio, Maria Helena e Sybila) e depois de enviuvar com Leonir, com quem teve dois filhos (Bolivar Jr e Janice).

## Reconhecimento
A sala da taquigrafia da Assembléia Legislativa do Rio Grande do Sul tem o seu nome e uma rua em Porto Alegre, no bairro Vila Nova.